# Air Koryo

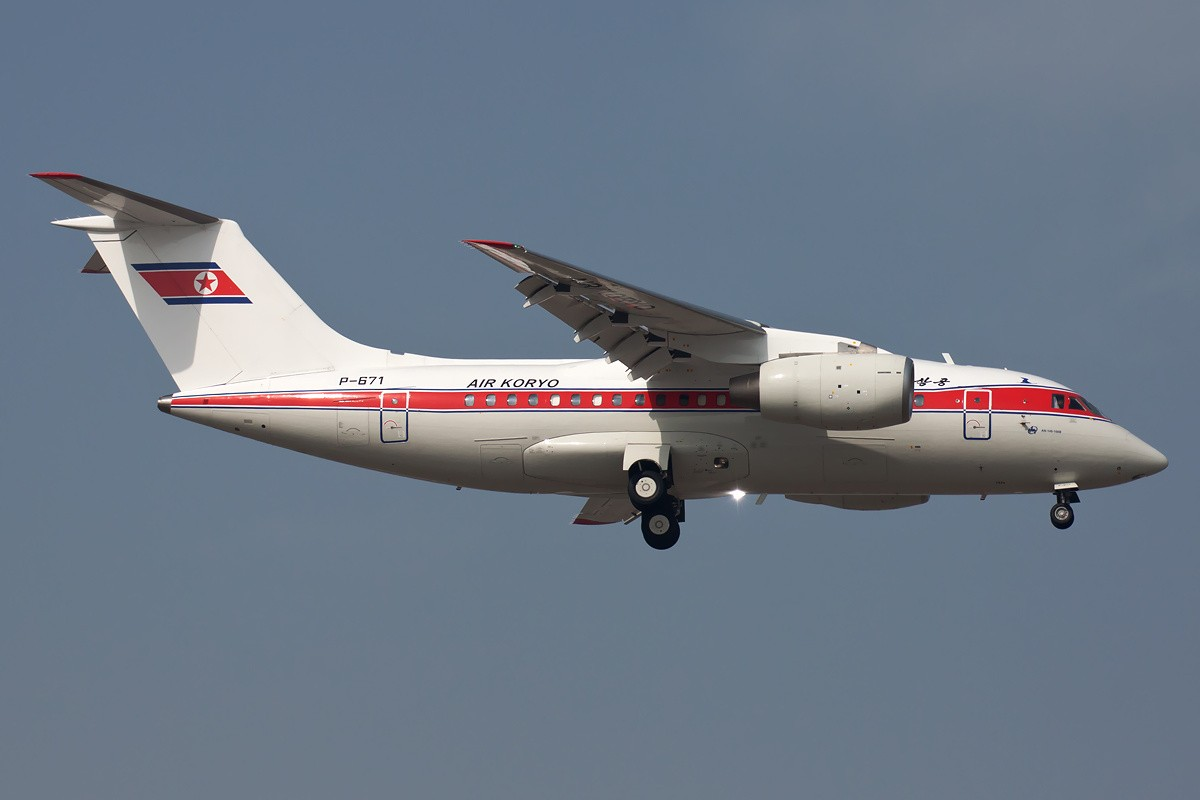
An-148 linii Air Koryo

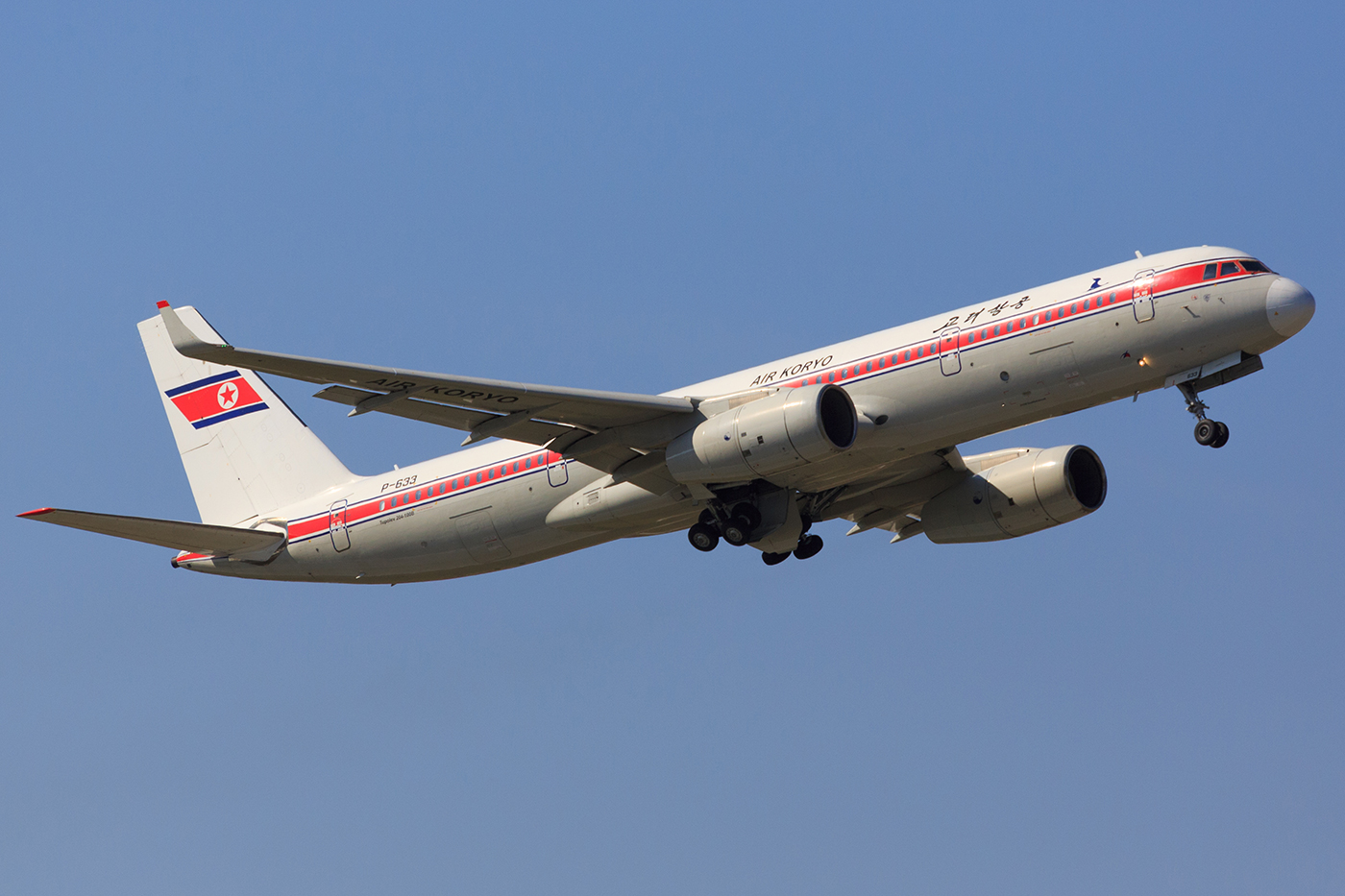
Tu-204 linii Air Koryo

Air Koryo (kor. 고려항공, Koryo Hanggong) – północnokoreańskie narodowe linie lotnicze z siedzibą w Pjongjangu, których głównym węzłem jest port lotniczy Pjongjang-Sunan.
W 2006 roku linie te zostały objęte "czarną listą" lotniczą Unii Europejskiej dostając zakaz wykonywania lotów do krajów Wspólnoty. W 2010 roku zakaz ten został zniesiony dla lotów obsługiwanych samolotami Tu-204.
W rankingu Skytrax linie uzyskały jedną gwiazdkę.

## Kierunki lotów
Stan na styczeń 2024:

## Flota
Stan na 20 grudnia 2020: